# Pinsel

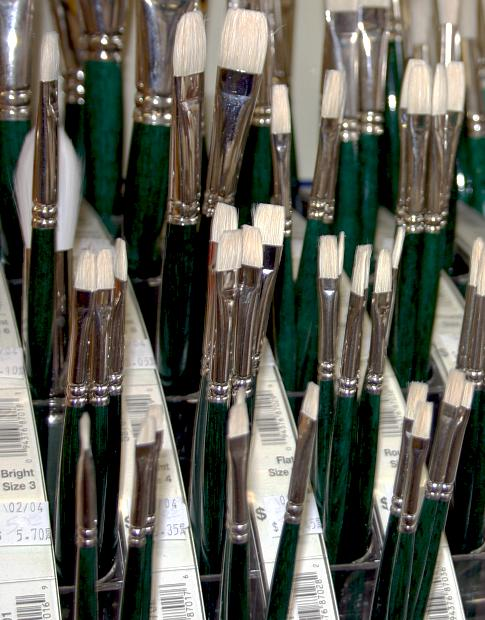
Verschiedene Malpinsel

Verwendung eines Haarpinsels

Ein Pinsel ist ein Werkzeug zum Auftragen von Flüssigkeiten, beispielsweise Tinte oder Farbe. In der digitalen Bildbearbeitung (z. B. beim digitalen Malen bzw. bei Photoshop, GIMP etc.) spricht man ebenfalls von Pinseln, mit denen man auf dem Bildschirm zeichnet. Pinsel werden auch zur Haarpflege und in der Kosmetik eingesetzt. Glasfaserpinsel und einige andere Arten von Pinseln verwendet man zum Reinigen von Oberflächen.

## Herstellung
Pinsel werden entweder in der Industrie maschinell oder nach wie vor handwerklich durch Bürsten- und Pinselmacher gefertigt. Letzteres gilt besonders für Pinsel, die besonderen Ansprüchen genügen müssen, wie zum Beispiel in der Porzellanmalerei. Als Begründer des deutschen Feinhaarpinselhandwerks gilt Johann Caspar Bühler, der sich um 1790 in das Kirchenbuch von Königshofen, heute einem Ortsteil vom Markt Bechhofen, als Schreinermeister und Pinselmacher eintrug. Bereits ab Mitte des 19. Jahrhunderts werden Feinhaarpinsel aus Bechhofen direkt auf dem Weltmarkt angeboten. Noch heute befindet sich dort eine staatliche Berufsschule für das Pinselmacherhandwerk und das Deutsche Pinsel- und Bürstenmuseum.
Bei der handwerklichen Pinselherstellung nimmt der Pinselmacher je nach Größe des Pinsels eine passende Menge auf die richtige Länge zugeschnittene Tierhaare, Borsten oder synthetische Fasern und führt sie in einen passenden, am Boden verschlossenen Metallzylinder ein, den er solange auf den Arbeitstisch aufklopft, bis alle Haare bzw. Borsten den Boden berühren. Das Büschel wird dem Zylinder entnommen und in eine Fadenschlinge geführt. Durch Engziehen der Schlinge und Drehen des Büschels zwischen den Fingern erreicht der Pinselmacher, dass das Büschel eine Spitze ausbildet. Das Büschel wird fest mit einer weiteren Fadenschlinge umwickelt und dann in die Zwinge eingeführt, mit der später das Büschel am Pinselstiel befestigt wird. Die Zwinge ist eine passend geformte, oft zylinderförmige oder konische Metallhülse – auch Ferrule genannt –, in die das Büschel genau passen muss. Das Büschel wird mit einem Klebstoff im Innern der Zwinge mit dieser verklebt. Schließlich wird die Zwinge auf den Stiel aufgeschoben und ggf. mit diesem verpresst.
Einfache und billige Pinsel werden als Schulpinsel oder als Schulmalpinsel vermarktet, hochwertige Pinsel hingegen als Künstlerpinsel.

## Formen

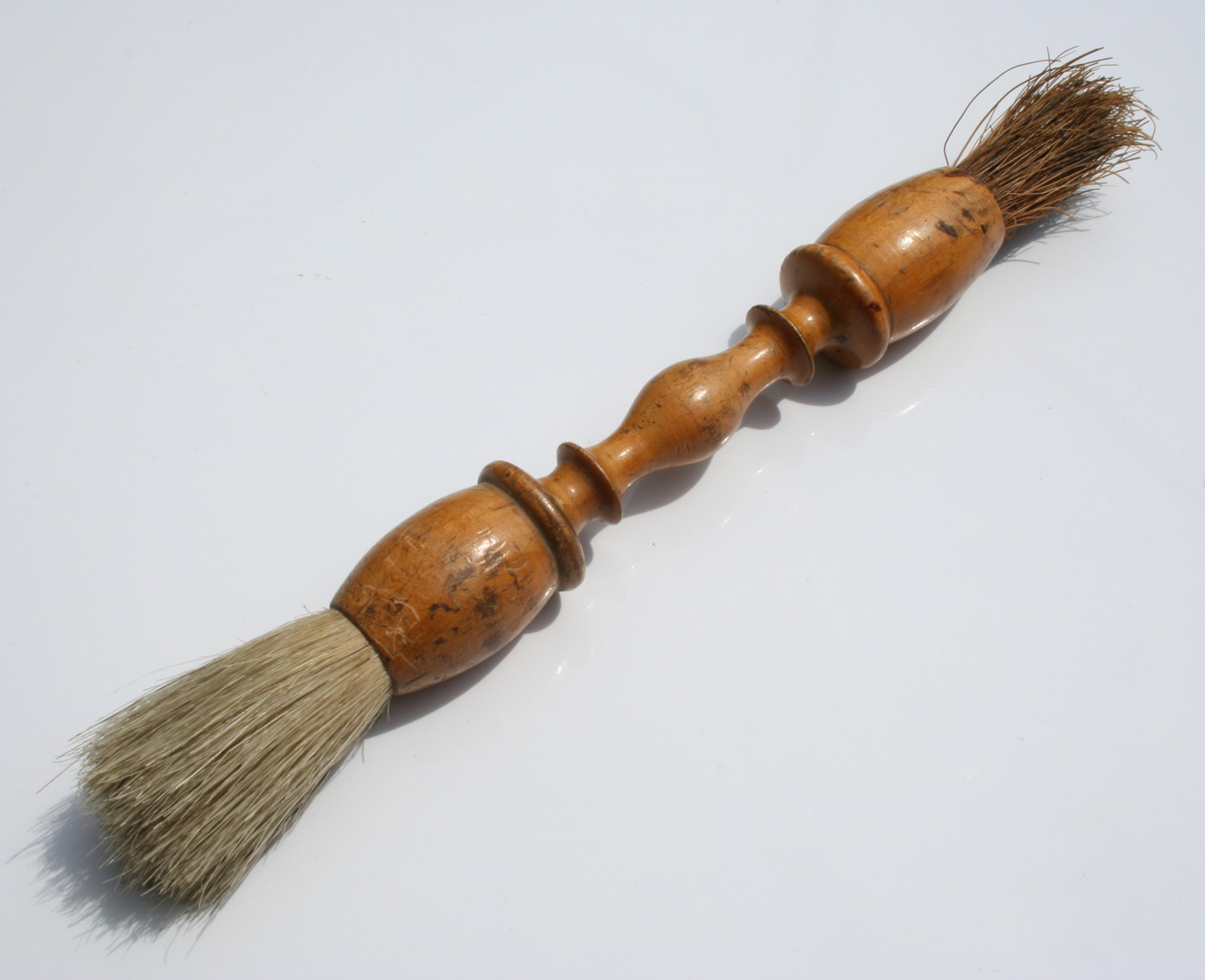
Bücherpinsel, ca. 1920

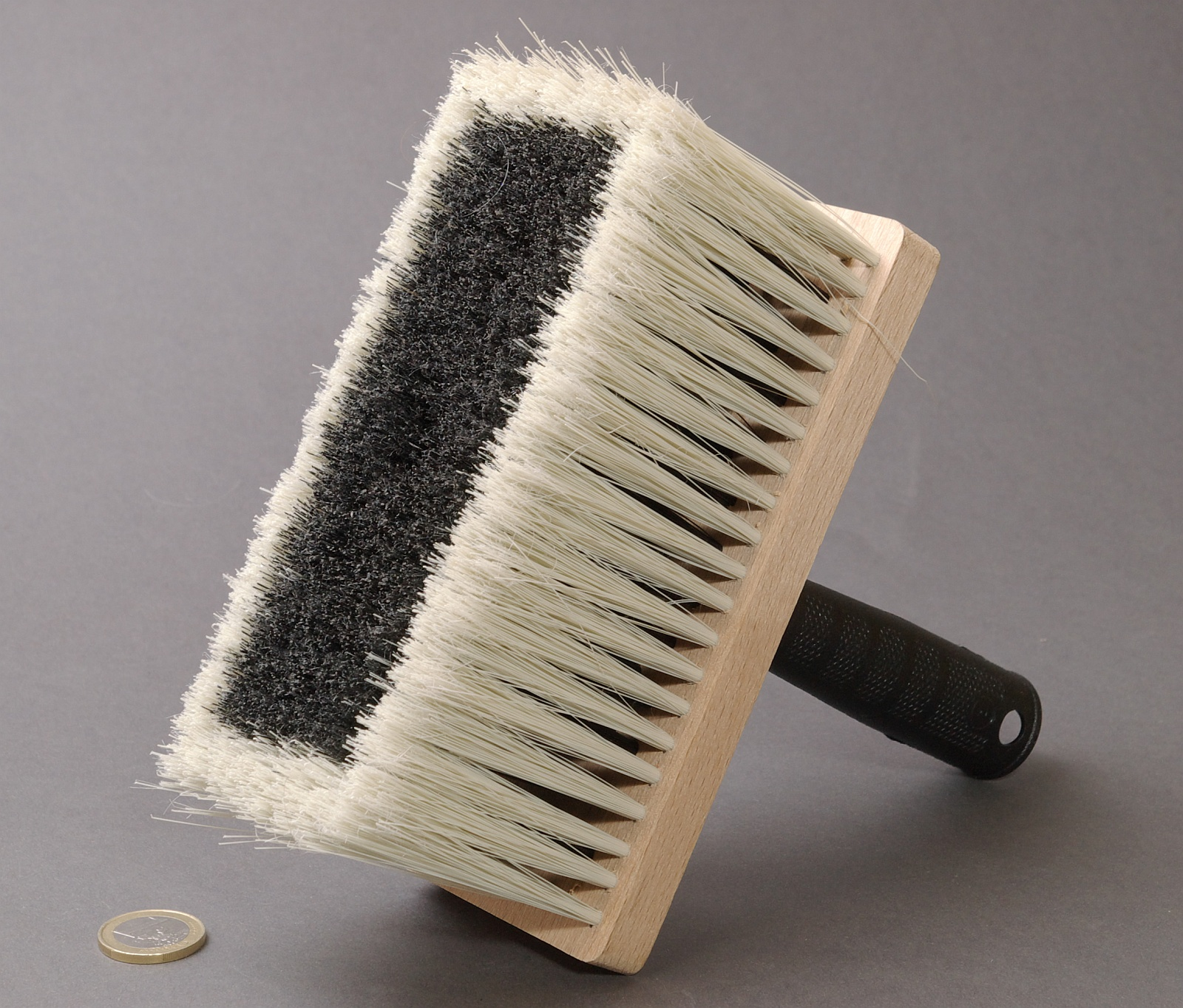
Ein Quast

Heizkörperpinsel, gekrümmt

Malpinsel bestehen aus drei Teilen: dem Haar, dem Griff und der Zwinge, die Griff und Haar verbindet. Pinsel können verschiedene Formen haben:
- Rund: Durch die langen, dicht beieinander stehenden Borsten können diese Pinsel (Rundpinsel) mehr Farbe halten als andere Formen. Daher werden sie bevorzugt für große Flächen eingesetzt. Durch das Drehen des Pinsels wird ein gleichmäßiger Farbauftrag ermöglicht.
- Flach: Flache Pinsel (Flachpinsel) verteilen die Farbe gut und können „quer“ eingesetzt gut für relativ schmale Striche und Ecken genutzt werden
- Fächerförmig: Fächerförmige Pinsel (Fächerpinsel) können Farbe sehr gut mischen
- Eigenschaften: Je gröber die Form der Haare, desto mehr Farbe kann aufgenommen werden

- Beizpinsel eignen sich zum Beizen. Es sind dies besonders hochwertige, nicht haarende Pinsel. Weil Beize mit Metall reagiert, sollten Beizpinsel metallfrei sein. Beize greift Haare und Borsten an, daher werden vor allem Kunststofffasern als Besatzmaterial verwendet.
- Schreibpinsel werden in der ostasiatischen Kalligraphie verwendet.
- Ein Quast ist ein breiter Pinsel mit dichtem weichem Besatz, der zum großflächigen Auftrag von Farben geeignet ist, zum Beispiel als sogenannte „Weißbürste“ zum Weißen (weiß streichen) oder Nässen (als Vorbereitung von Maurerarbeiten) von Wänden und zum Einkleistern von Tapeten oder Plakaten. Regional unterschiedlich wird er auch als Deckenbürste oder Klabatsch bezeichnet. Im Baubereich werden auch Bürsten mit harten Borsten zum Beispiel zum Auftrag von Bitumen- oder Teerabdichtungen verwendet.[2]
- Ein Bücherpinsel wird verwendet, um Bücher von Staub zu befreien
- Ein Heizkörperpinsel ist ein gekröpfter Pinsel zum Streichen von Ecken und Winkeln. Zumeist früher zum Streichen von Heizkörpern verwendet, da man mit anderen Streichwerkzeugen kaum zwischen die Heizkörperrippen gelangen konnte.
- Pinsel aus Rotmarderhaar werden in der Aquarellmalerei verwendet, wo auch Pinsel aus Fehhaar (Eichhörnchenhaar) zur Verwendung kommen.
- Anschießer werden bei Vergolderarbeiten verwendet.

## Pflege

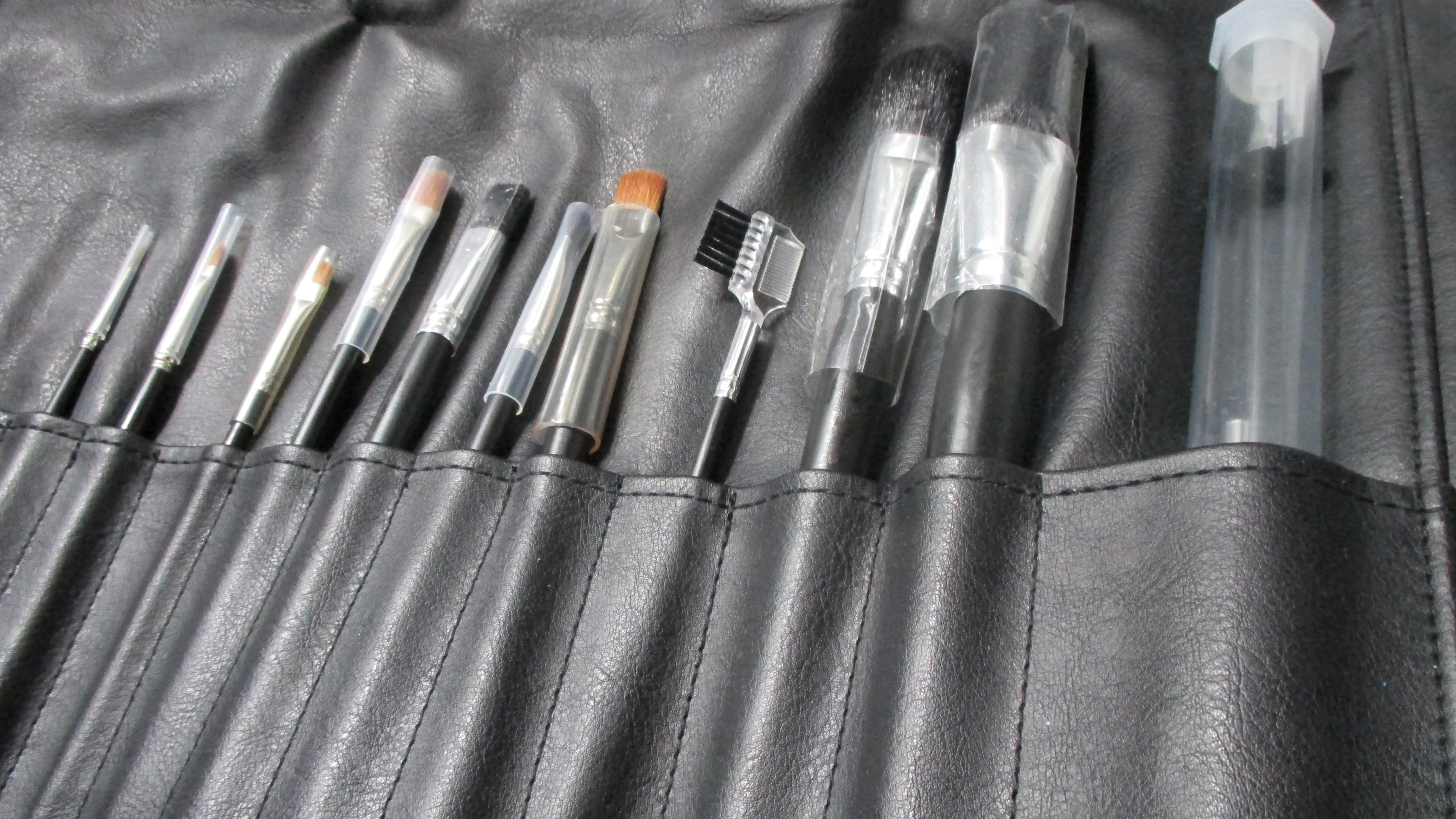
Fotografen-Visagisten-Pinselset

Pinsel sollten nach Verwendung sofort gereinigt werden. Das trifft besonders bei Acrylfarbe oder Ölfarbe zu, da diese sich im getrockneten Zustand kaum entfernen lässt und dadurch Borsten ausgerissen werden können oder die Form des Pinsels zerstört wird. Wasserlösliche Farben wie etwa Acrylfarben lassen sich mit Wasser wieder auswaschen, solange sie noch nicht eingetrocknet sind. Für das Reinigen von Ölmalpinseln wird Terpentin oder rückfettende Künstlerseife verwendet. Nach der Reinigung wird der Pinsel dressiert, d. h. in seine ursprüngliche Form gebracht und getrocknet.
Kosmetikpinsel sollten regelmäßig mit lauwarmem Wasser und einem geeigneten Reiniger auf Seifenbasis gereinigt werden, um eine zu starke Kontamination mit Keimen zu vermeiden.
Pinsel sollten nicht längere Zeit mit den Borsten nach unten in Wasser, Terpentin oder anderen Lösungsmitteln stehenbleiben. Die Borsten werden gegen den Boden des Gefäßes gedrückt und der Pinsel verliert so seine Form.